# Giuditta Pasta

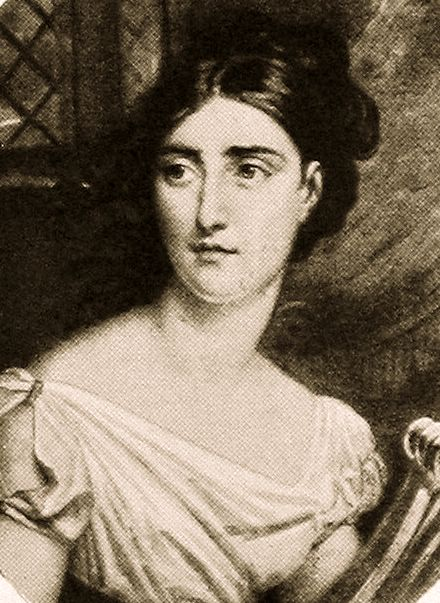
Giuditta Pasta.

Giuditta Pasta, född Negri av en judisk familj 26 oktober 1797 i Saronno nära Milano, död 1 april 1865 i sin villa vid Comosjön, Blevio, var en italiensk sångerska. 
Giuditta Pasta utbildades vid konservatoriet i Milano och blev tidigt gift med en tenorsångare. I början väckte hon inget uppseende. Hennes första två uppträdanden i Brescia 1815 och i London 1817 var misslyckade, och först efter förnyade studier för Scappa gjorde hon en framgångsrik debut i Venedig 1819. Åren 1821–1822 orsakade hon sensation och lade grunden till sitt rykte i Paris. Till omkring 1834 uppträdde hon med stor framgång på flera platser i Europa, mest i London och Paris; därefter var rösten förstörd. Den hade i sina glansdagar synnerlig välklang samt omfattade 2½ oktav (a–d³), och hennes framträdanden skildras som hänförande genom lidelse och uttrycksfullhet, men också något ojämnt och forcerat. Hon behärskade dock den italienska bel canton perfekt, med mycket stora variationer av färg och skuggningar. Bellini skrev sina operor La sonnambula och Norma särskilt för henne och med hennes röst i åtanke (han kallade hennes röst för sublimt tragisk). Även Donizetti skrev sin Anna Bolena för henne. Hon sjöng även vid uruppförandena av Mercadantes Emma d' Antiochia, Pacinis Niobe och Coccias Maria Stuart. Man brukar kalla henne för 1800-talets Maria Callas då många av de stora operarollerna skrevs just för henne och hon var en stor diva.